# 蒙村镇
蒙村乡，是中华人民共和国广西壮族自治区来宾市兴宾区下辖的一个乡镇级行政单位。

## 行政区划
蒙村乡下辖以下地区：
蒙村、龙南村、碑头村、长叨村、歌朗村、银峡村、河敏村、洪江村、盘龙村、桂枝村、那垭村、思畔村、尧村、大步村和青峰林场生活区。